# Anastasija Tsjaoen
Anastasija Edoeardovna Tsjaoen (Russisch: Анастасия Эдуардовна Чаун) (Moskou, 11 september 1988) is een Russische zwemster. Ze vertegenwoordigde haar vaderland op de Olympische Zomerspelen 2012 in Londen

## Carrière
Bij haar internationale debuut, op de Europese kampioenschappen kortebaanzwemmen 2009 in Istanboel, eindigde Tsjaoen als vierde op de 200 meter schoolslag en werd ze uitgeschakeld in de series van zowel de 50 als de 100 meter schoolslag.
Tijdens de Europese kampioenschappen zwemmen 2010 in Boedapest veroverde de Russin de Europese titel op de 200 meter schoolslag en eindigde ze als achtste op de 100 meter schoolslag, op de 50 meter schoolslag strandde ze in de series. Samen met Maria Gromova, Irina Bespalova en Veronika Popova zwom ze in de series van de 4x100 meter wisselslag, in de finale werden Gromova en Bespalova samen met Joelia Jefimova en Margarita Nesterova gediskwalificeerd vanwege een te vroege overname. In Eindhoven nam Tsjaoen deel aan de Europese kampioenschappen kortebaanzwemmen 2010. Op dit toernooi sleepte ze de Europese titel in de wacht op de 200 meter schoolslag, daarnaast werd ze uitgeschakeld in de series van zowel de 50 als de 100 meter schoolslag.
Op de Europese kampioenschappen kortebaanzwemmen 2011 in Szczecin behaalde Tsjaoen de zilveren medaille op de 200 meter schoolslag, op de 50 en de 100 meter schoolslag strandde ze in de series.
Tijdens de Olympische Zomerspelen van 2012 in Londen werd de Russin uitgeschakeld in de halve finales van de 200 meter schoolslag.

## Internationale toernooien
| Jaar | Olympische Spelen   | WK langebaan  | WK kortebaan  | EK langebaan | EK kortebaan                                               |
| ---- | ------------------- | ------------- | ------------- | --- | ---------------------------------------------------------- |
| 2009 |                     | geen deelname |               | | 39e 50m schoolslag 37e 100m schoolslag 4e 200m schoolslag  |
| 2010 |                     |               | geen deelname | 30e 50m schoolslag · 8e 100m schoolslag · 200m schoolslag · DQ 4x100m wisselslag · Tsjaoen zwom enkel de series | 26e 50m schoolslag · 21e 100m schoolslag · 200m schoolslag |
| 2011 |                     | geen deelname |               | | 21e 50m schoolslag · 28e 100m schoolslag · 200m schoolslag |
| 2012 | 12e 200m schoolslag |               | geen deelname | geen deelname                                                                                                   | geen deelname                                              |

## Persoonlijke records
Bijgewerkt tot en met 20 juni 2013
Kortebaan
| Afstand         | Tijd    | Datum            | Plaats          |
| --------------- | ------- | ---------------- | --------------- |
| 100m schoolslag | 1.07,76 | 19 december 2009 | Sint-Petersburg |
| 200m schoolslag | 2.20,32 | 11 december 2009 | Istanboel       |

Langebaan
| Afstand         | Tijd    | Datum            | Plaats    |
| --------------- | ------- | ---------------- | --------- |
| 100m schoolslag | 1.07,98 | 20 juni 2013     | Moskou    |
| 200m schoolslag | 2.23,50 | 13 augustus 2010 | Boedapest |